# Bajram Curri (miasto)
Bajram Curri – miasto w północnej Albanii, przy granicy z Kosowem. Ośrodek administracyjny okręgu Tropoja w obwodzie Kukës. Ludność: 4,17 tys. (2012).
Miasto powstało w 1952 na miejscu dawnej wsi o nazwie Kolgecaj. Zostało nazwane na cześć albańskiego bohatera narodowego Bajrama Curriego. W Bajram Curri urodził się dyplomata i pisarz Besnik Mustafaj.